# Aulacaspis yabunikkei
Aulacaspis yabunikkei är en insektsart som beskrevs av Kuwana 1926. Aulacaspis yabunikkei ingår i släktet Aulacaspis och familjen pansarsköldlöss. Inga underarter finns listade i Catalogue of Life.